# バンパイア・ラヴァーズ
『バンパイア・ラヴァーズ』（原題: The Vampire Lovers）は1970年にイギリスのハマー・フィルム・プロダクションが製作したホラー映画。ジョゼフ・シェリダン・レ・ファニュの小説『吸血鬼カーミラ』を原作とした映画化であり、女吸血鬼を主役とするなど、ハマーとしてはセクシャルな要素が強い作品である。
主演はイングリッド・ピット、ピーター・カッシング。監督はロイ・ウォード・ベイカー。

## 概要
『吸血鬼ドラキュラ』など、古典派ホラーの名作を多く生み出してきたイギリスのハマー・フィルム・プロダクションは、1970年代を迎えてより過激なホラー映画の波に押され、業績が低迷していた。その同社が新機軸としてセクシーさを強調した女吸血鬼映画を企画し、ジョゼフ・シェリダン・レ・ファニュの小説『吸血鬼カーミラ』を原作として製作した第1弾作品が、本作である。
主演の女吸血鬼カーミラ役のイングリッド・ピットをはじめとしてセクシーな女優陣を揃え、肌の露出度の高い、ハマーとしてはセクシャルな内容で作られた。ピットの演じたカーミラは次々と若い女性を誘惑して襲うため、レズビアン映画的な要素も含まれる作品である。ハマーの看板スターとして主役を務めてきたピーター・カッシングは、一歩引いたポジションで吸血鬼と対峙する将軍役を演じた。本作のヒットを受けたハマーは、後継作として『恐怖の吸血美女』『ドラキュラ血のしたたり』の女吸血鬼映画2本を製作している。
日本では劇場未公開。ビデオやDVDがリリースされている。

## ストーリー
オーストリアのスティリア。スピルスドルフ将軍は美女マルシーラを屋敷に滞在させるが、それ以来、娘のローラが体調を崩し、遂には変死してしまう。まもなくマルシーラはいずこかへ姿を消す。

## キャスト
- マルシーラ、ミラーカ、カーミラ：イングリッド・ピット（英語版）
- スピルスドルフ将軍：ピーター・カッシング
- エマ：マデリン・スミス
- ローラ：ピッパ・スティール
- モートン：ジョージ・コール（英語版）
- ハートグ男爵：ダグラス・ウィルマー
- 伯爵夫人:ドーン・アダムズ